# Каталани (Палермо)
Каталани је насеље у Италији у округу Палермо, региону Сицилија.
Према процени из 2011. у насељу је живело 175 становника. Насеље се налази на надморској висини од 913 м.